# Jamaikanische Badmintonmeisterschaft 1940
Die Jamaikanische Badmintonmeisterschaft 1940 fand in Kingston statt. Es war die vierte Austragung der nationalen Titelkämpfe im Badminton von Jamaika.	

## Titelträger
| Disziplin    | Sieger                   |
| ------------ | ------------------------ |
| Herreneinzel | Percy Wates              |
| Dameneinzel  | Pamela Oliver            |
| Herrendoppel | Percy Wates Carl Beck    |
| Damendoppel  | Elaine Harris F. McPhail |
| Mixed        | Carl Beck Elaine Harris  |